# شركة نيرن للنقل

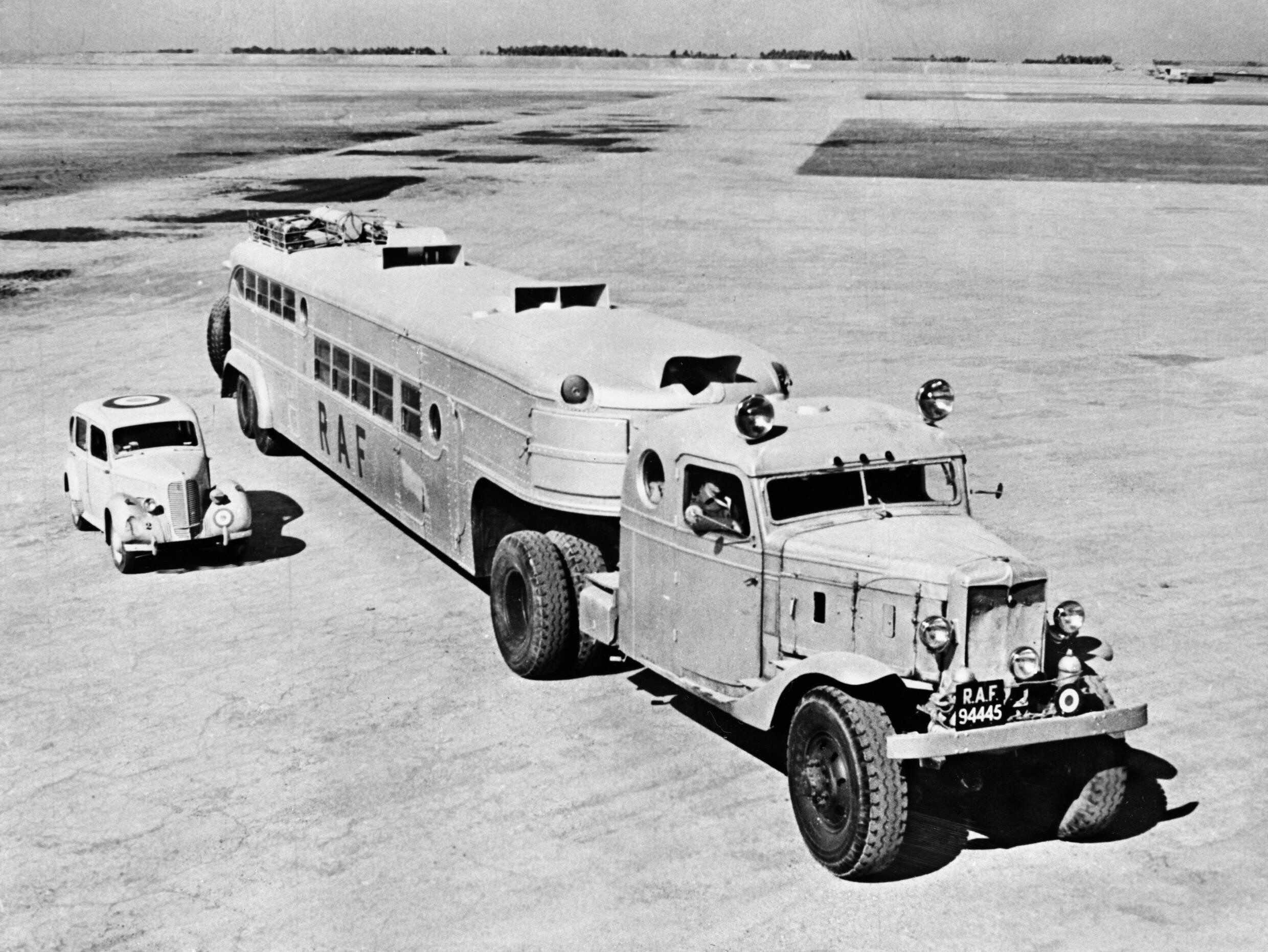
مقطورة عسكرية بريطانية حولتها الشركة إلى حافلة نقل، 1945 - 1946

لقد كانت شركة نيرن للنقل شركة رائدة في مجال نقل السيارات تدير طريقا عبر الصحراء من بيروت وحيفا ودمشق إلى بغداد وبالعكس وذلك منذ عام 1923. وأصبح طريقهم معروفًا باسم «طريق نيرن». استمرت الشركة حتى عام 1959.

## التأسيس
أسس الشركة نورمان نيرن (1894-1968) وشقيقه جيرالد (1897-1980) من بلنهيم في نيوزيلندا والذي عمل في الجيش البريطاني في الشرق الأوسط خلال الحرب العالمية الأولى. .
في عام 1905 ، كان والدهما أحد أوائل النيوزلنديين امتلاكا للسيارة ريو، وكان الأخوان قد حققا نجاحا في بيع الدراجات النارية هناك قبل الحرب العالمية الأولى. ومن بين العلامات التجارية الأخرى، كانوا الوكلاء الوحيدين لهارلي-ديفيدسون.
بعد الحرب، كان الأخوان يتاجران أولاً بمركبات الجيش السابق، ثم أسسا شركة لبيع السيارات عام 1919 ، لكن لم تكن ناجحة بما يكفي، فقررا تشغيل خدمة سيارات الأجرة بين بيروت وحيفا بالسيارات التي لم يتمكنا من بيعها. وقد تبع ذلك عملية تجريب مع مركبات مختلفة، وكثيراً ما دخل الأخوان في صراع مع منافسيهم من أصحاب المركبات التي تجرها الخيول.
في عام 1920 بدءآ خدمة نقل البريد والركاب بين بيروت وحيفا، وفي عام 1923 ، طلب القنصل البريطاني في دمشق فحص إمكانية عبور الصحراء السورية بالسيارة. وقد كان العراق خاضعاً لولاية عصبة الأمم المتحدة في ذلك الوقت، فكان لهذا الطريق ميزة عظيمة في نقل الموظفين البريطانيين هناك بعد ان تعثرت خطط ربط السكك الحديد إلى ساحل البحر الأبيض المتوسط، بينما كان الطريق الجوي إلى القاهرة نادرا ومكلفا.
تلقت نيرن تشجيعاً من التجار المحليين الذين كانوا يستخدمون الإبل، التي كانت بطيئة وعرضة لهجوم رجال القبائل. كان أحدهم الشيخ المحلي ومهرب الذهب محمد بن بسّام الذي أجرى تجارب على مسارات مختلفة باستخدام سياراته الخاصة.